# Lao nyelv
A lao nyelv vagy másként laoszi nyelv (ພາສາລາວ phászá láo) Laosz hivatalos nyelve, beszélői a laók. Izoláló nyelv, a tai-kadai nyelvcsalád tagja. Nagyon hasonló az iszan nyelvhez, amit Thaiföld északkeleti részén beszélnek. Írásjegyei hasonlóak a thai ábécéhez.

## Dialektusok
A nyelvnek öt nyelvjárása van:
- vientiáni lao
- északi lao (Luang Prabang)
- északkeleti lao (Xieng Khouang)
- közép-lao (Khammouan)
- déli lao (Champasak)

A vientiáni lao a legfőbb nyelvjárás. Főleg a főváros környékén használják, de az ország többi részén is megértik.